# Suffragia
Suffragia waren kleine blaadjes met daarop de naam van een heilige, zijn feestdag en een korte biografie. Elk blaadje bevatte ook een citaat uit de Bijbel of van een van de kerkvaders. Een bepaalde deugd werd aangeprezen en er was een gebedsintentie opgegeven naast de handgeschreven naam van een persoon. Het was de bedoeling dat de ontvanger van het blaadje de opgegeven deugd zou beoefenen en zou bidden voor de vermelde persoon met de gegeven intentie.
In een eerste fase werden deze suffragia met de hand geschreven, aanvankelijk in het Latijn, later ook in het Nederlands, maar al zeer snel werden ze gedrukt meestal voorzien van een afbeelding van de heilige. 
Via de suffragia werden ‘maandpatronen’ gegeven aan de leden van religieus geïnspireerde gemeenschappen. De ‘maandpatroon’ was een patroonheilige die aan elk lid van een gemeenschap maandelijks werd toegewezen en die in die maand bijzonder moest vereerd worden. Dit gebruik werd ingevoerd door de H. Franciscus Borgia (1510-1572), in de Jezuïetencommunauteiten en vond al snel navolging bij vooraanstaande families en in de Mariasodaliteiten (een congregatie van leken ter verering van Maria). Hoewel de eerste sodaliteit pas gesticht werd in 1563 in Rome waren er in 1640 al 90 van deze sodaliteiten in Vlaanderen met in totaal 13.727 leden. Elk lid van deze sodaliteiten ontving maandelijks een suffragium, dat niet werd ingeleverd, er moet dus een enorm aantal van deze suffragia in omloop geweest zijn. Het gebruik bleef trouwens niet beperkt tot de jezuïeten maar werd nagevolgd door nagenoeg alle andere religieuze ordes. Het oudste spoor van de uitdeling van suffragia in Antwerpen gaat terug tot 1590.

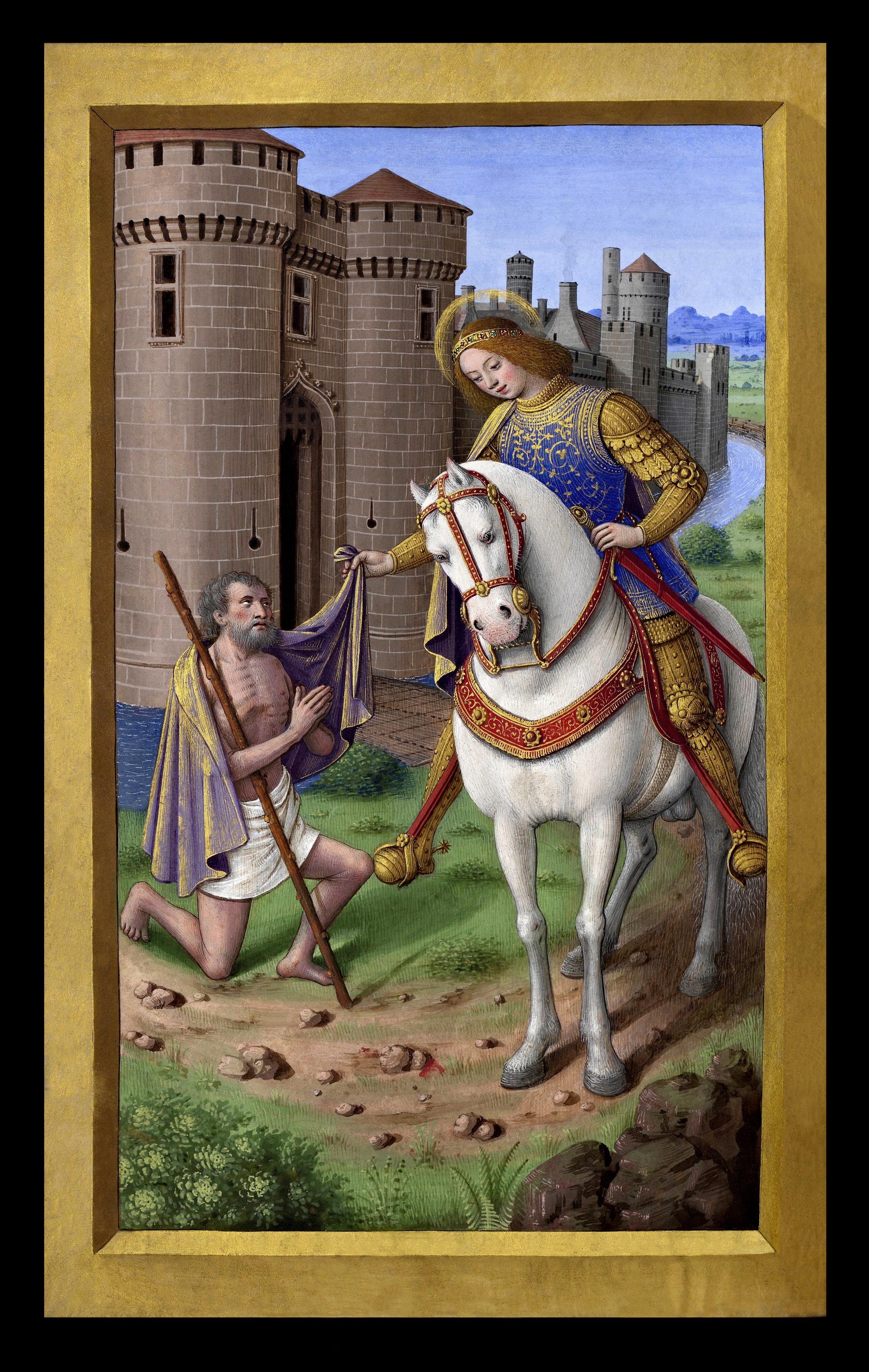
Sint-Maarten, in de suffragia van de Grote getijden van Anne van Bretagne.

## Getijdenboek
De verzameling korte gebeden tot individuele heiligen die men in bijna alle getijdenboeken terugvindt is men ook suffragia gaan noemen, ze leken inhoudelijk dan ook zeer erg op de suffragia uit de 17e eeuw, of eigenlijk omgekeerd, de suffragia uit de 17e eeuw leken erg op de gebeden tot de heiligen in de getijdenboeken. De term wordt zowel gebruikt als naam van de sectie met gebeden tot de heiligen, als voor een verzameling van gebeden tot de heiligen. De inhoud van de suffragia is zeer flexibel. Vooreerst is er een aantal standaard heiligen die bijna in elk getijdenboek voorkomen. Daarnaast worden er in functie van het gebruik, met andere woorden in functie van de stad of het bisdom waarvoor het boek bedoeld was, een aantal heiligen toegevoegd. Maar ook de opdrachtgever kon bepalen welke heiligen in de suffragia werden opgenomen.
In elk gebed wordt de hulp van de betrokken heilige gevraagd en zijn tussenkomst bij God. Meestal zijn de suffragia opgebouwd in functie van de goddelijke hiërarchie: van de Heilige Drie-eenheid, via de Heilige Maagd, naar aartsengelen, profeten, apostelen, martelaren, belijders, maagdelijke martelaren en vrouwelijke belijders.
De gebeden tot de heiligen bestaan normaal uit vier onderdelen:
- een antifoon: een begroeting van de heilige met een verwijzing naar de bijzondere gebeurtenissen in zijn leven, zijn marteldood, zijn bijzondere deugden en dergelijke
- een versikel: “bid voor ons heilige ….”
- een respons: de beschrijving van de bijstand die gevraagd wordt
- een collecta: een gebed tot God met verwijzing naar de heilige